# Honda CBR 650 F
Die CBR 650 F ist ein Supersportler mit Sporttourercharakter des japanischen Fahrzeugherstellers Honda, der von 2014 bis 2018 in Deutschland angeboten wurde.

## Modellentwicklung

### CBR650F

#### RC74 (2014)
Abgeleitet vom Modell CBR 600 brachte Honda 2014 ein fast vollständig neukonstruiertes Motorrad auf den Markt. Der völlig neue durchzugsstarke Vierzylinderreihenmotor mit 649 cm³ Hubraum leistet 87 PS (64 kW). Er wurde auf eine praxisfreundliche Kraftentfaltung über einen weiten Bereich, auch bei Drehzahlen unter 4000 Umdrehungen, entwickelt. Das maximale Drehmoment von 63 Nm liegt bereits bei 8000 min−1 an (vgl. CBR 600 F PC41: 66 Nm bei 11.250 min−1). Die Höchstgeschwindigkeit ist mit 195 km/h angegeben. Der Brückenrahmen besteht aus Stahl und nimmt über ein in sieben Stufen verstellbares Monoshock-Federbein (ohne Umlenkhebel) die Kräfte der Aluminiumschwinge auf. Die konventionelle Telegabel mit 41 mm Standrohrdurchmesser hat keine Einstellmöglichkeit. Die Nissin-Bremsanlage, in Deutschland nur mit ABS verfügbar, besteht aus einer Doppelscheibenbremse (starr) vorn mit 320 mm Durchmesser, Doppelkolben-Bremszange (Schwimmsattel) und Sintermetallbelägen in Kombination mit einer Einzelscheibenbremse 240 mm und Einkolben-Bremszange hinten.

#### RC 96 (2017)
Im Zuge der ab 2017 gültigen Euro-4-Bestimmungen wurden verschiedene Komponenten modifiziert. Durch eine Einlasstrakt-Überarbeitung sowie eine neue Auspuffanlage erhöhte sich die Leistung auf 90 PS (66 kW). Eine Verkürzung der Getriebeübersetzung der Gänge 2 bis 5 verbesserte den Durchzug. Außerdem erhielt das Modell einen LED-Scheinwerfer, eine neue Dual-Bending-Valve-Gabel von Showa die laut Honda eine straffere Druckstufendämpfung und eine verbesserte Zugstufendämpfung bietet sowie modifizierte Nissin-Bremszangen.

## Weblink
- Schematische Darstellung der Dual-Bending-Valve-Gabel